# Salomé con la cabeza de Juan el Bautista (Lucas Cranach, 1515)
Salomé con la cabeza de San Juan Bautista es un cuadro del pintor alemán Lucas Cranach; su primera versión del tema de Salomé con la cabeza del Bautista.

## El tema
El tema de la pintura es una ilustración de la historia descrita en el Nuevo Testamento, en el Evangelio de Mateo (Mt. 14, 1-12). Salomé y la cabeza de Juan el Bautista en una bandeja, junto a Judit con la cabeza cortada de Holofernes, fue objeto de numerosas pinturas durante el Renacimiento y el Barroco y de nuevo, ahora teñida de morbosidad, durante el Modernismo o Art Noveau. A Cranach se le atribuyen tres pinturas supervivientes del tema, incluidas la Salóme de 1526 y la Salomé de 1530.

## Descripción de la imagen
Lucas Cranach representó a Salomé por primera vez aquí. La muestra de medio cuerpo, con un vestido negro con mangas blancas, bajo un amplio abrigo brocado adornado con piel y un sombrero también de piel. Su atuendo extravagante trasluce lujo cortesano. El fondo oscuro y neutro refuerza la severidad del personaje. Los rasgos delicados y la tranquilidad de su rostro contrastan con la macabra cabeza decapitada de Juan en una bandeja que sostiene en sus manos. En la esquina superior derecha hay una diminuta serpiente alada dorada, la firma utilizada por el pintor a partir del año 1508.